# Oscar Isaac
Pour les articles homonymes, voir Isaac (homonymie).
Oscar Isaac, né le 9 mars 1979 à Guatemala, est un acteur, chanteur et musicien guatémaltèque naturalisé américain.

## Biographie

### Jeunesse
Oscar Isaac Hernández Estrada, est né au Guatemala d'une mère guatémaltèque Maria Eugenia Estrada Nicolle et d'un père cubain Óscar Gonzalo Hernández-Cano, pneumologue.
Il a une sœur Nicole Hernandez Hammer et un frère Mike Hernandez.
Il a grandi à Miami, en Floride.

### Vie privée
Il est en couple avec Elvira Lind depuis 2012. Ils se sont mariés en 2017. Ils ont deux fils, Eugene, né en 2017 et Mads, né en 2019.

## Carrière

### Débuts
Après avoir terminé ses études à la Juilliard School en 2005, il tourne dans plusieurs films d'envergure internationale. Il avait déjà eu un petit rôle dans Chasseurs de primes. Il incarne Joseph auprès de Keisha Castle-Hughes dans La Nativité, sous la direction de Catherine Hardwicke, puis joue dans Pu-239, également sorti en 2006.

### Progression (2008-2012)

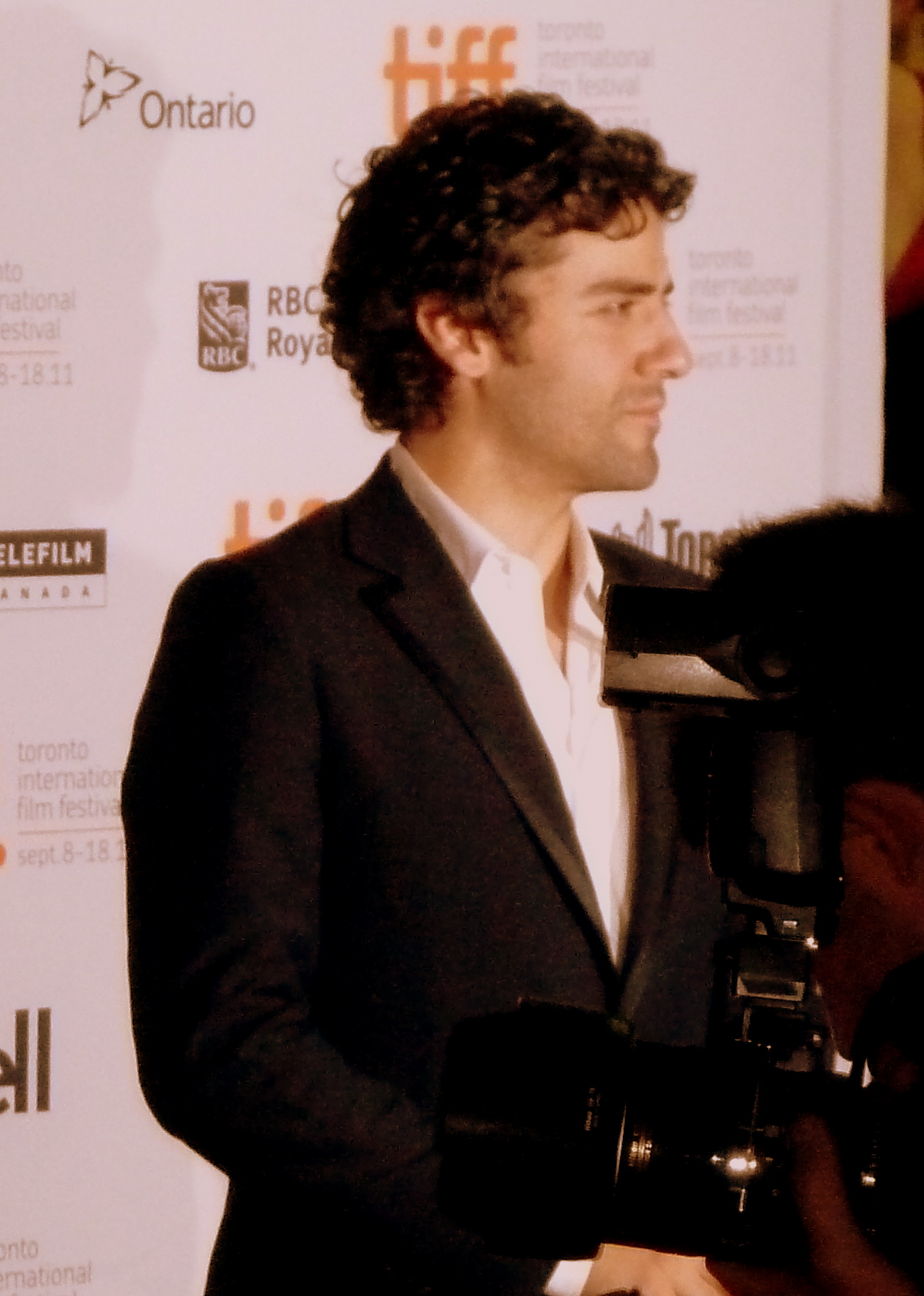
A la première de Ten Years (Déjà 10 ans), au Festival international du film de Toronto 2011.

Il tourne pour la première fois sous la direction d'un grand cinéaste hollywoodien. Steven Soderbergh lui confie en effet un petit rôle dans Che, sorti en 2008. La même année, il fait partie de la distribution du thriller d'espionnage Mensonges d'État, réalisé par Ridley Scott, et mené par les stars Russell Crowe et Leonardo DiCaprio.
En 2009, il est à l'affiche de deux productions étrangères : la co-production européenne Agora, écrite et réalisée par l'espagnol Alejandro Amenábar, où il prête ses traits au préfet d'Alexandrie Oreste, et donne la réplique à l'actrice britannique oscarisée, Rachel Weisz. Il enchaîne avec le thriller australien Conspiration, écrit et réalisé par Robert Connolly.
Il revient l'année d'après aux productions hollywoodiennes : d'abord pour Ridley Scott, qui lui fait confiance pour un rôle de premier plan : celui de Jean sans terre pour le remake Robin des Bois.
En 2011, il participe à deux productions ambitieuses et ambiguës : en incarnant d'abord Blue Jones, dans la fresque fantastique Sucker Punch, écrite et réalisée par Zack Snyder. Il interprète aussi la chanson du générique de fin, Love is the drug, en duo avec sa partenaire à l'écran, Carla Gugino. Puis en participant ensuite au thriller néo-noir Drive de Nicolas Winding Refn.
Après une poignée de films mineurs, Cristeros, sorti en 2011, ou Revenge for Jolly!, sorti en 2012, il participe au blockbuster d'espionnage Jason Bourne : L'Héritage, de Tony Gilroy. Il tourne la même année Thérèse Raquin de Charlie Stratton, adaptation de l'œuvre éponyme d'Émile Zola. Il y incarne Laurent, la moitié masculine du couple maudit.

### Confirmation critique et commerciale (2013-)

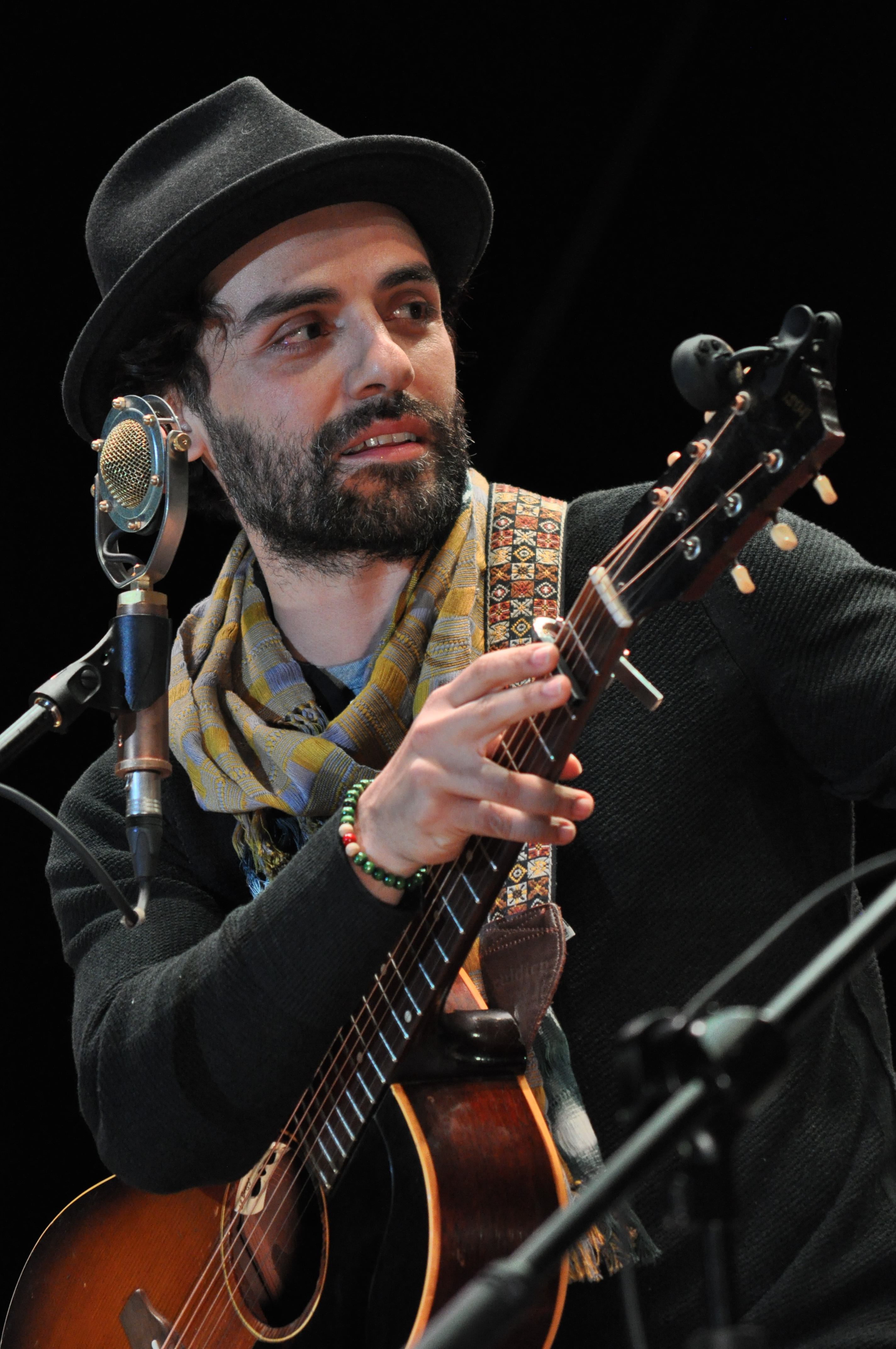
En février 2015, à l'université Francisco Marroquín de Guatemala.

En 2013, il confirme enfin avec Llewyn Davis dans la comédie dramatique, écrite et réalisée par les frères Coen, Inside Llewyn Davis, où il livre une prestation largement saluée par la critique, notamment nord-américaine, qui lui décerne plusieurs prix. L'acteur obtient également une nomination au Golden Globe du meilleur acteur. La même année, il est l'affiche de The Two Faces of January, de Hossein Amini, où il évolue aux côtés de Viggo Mortensen et Kirsten Dunst.
En 2014, il partage l'affiche du thriller A Most Violent Year de J.C. Chandor, avec la star Jessica Chastain. En 2015, il livre une prestation habitée et inquiétante dans le thriller de science-fiction, Ex machina d'Alex Garland. Les deux œuvres sont saluées par une poignée de nominations et de récompenses.
Il s'aventure aussi du côté de la télévision, en tenant le rôle principal de Show Me a Hero, une nouvelle mini-série à base historique de David Simon (Sur écoute, Treme) en incarnant Nick Wasicsko, maire éphémère de Yonkers à la fin des années 1980. Sa performance est récompensée par un Golden Globe du meilleur acteur dans une mini-série en 2016.
Ces différents succès critiques sont suivis des tournages de blockbusters comme X-Men: Apocalypse, de Bryan Singer, où il incarne le rôle-titre, et principal antagoniste, le mutant En Sabah Nur / Apocalypse. Avant cela, il se distingue à la fin de l'année 2015 dans le gros succès commercial au niveau mondial Star Wars, épisode VII : Le Réveil de la Force, de J. J. Abrams. Il y interprète Poe Dameron, un pilote de la Résistance, rôle qu'il reprend dans Star Wars, épisode VIII : Les Derniers Jedi et Star Wars, épisode IX : L'Ascension de Skywalker, sortis respectivement en décembre 2017 et décembre 2019. Il endosse une fois de plus son rôle de pilote dans la série animée Star Wars Resistance, diffusée d'octobre 2018 à janvier 2020. En 2022, il intègre l'Univers cinématographique Marvel en interprétant le rôle de Moon Knight dans la série télévisée du même nom.
En novembre 2022 il est membre du jury du 19e Festival international du film de Marrakech, sous la présidence de Paolo Sorrentino. Il y retrouve notamment Diane Kruger, Vanessa Kirby, Tahar Rahim et Justin Kurzel.

## Filmographie

### Cinéma

#### Longs métrages
- 2002 : Chasseurs de primes (All About the Benjamins) de Kevin Bray : Francesco
- 2005 : Lenny le chien parlant (Lenny the Wonder Dog)de Oren Goldman et Yariv Ozdoba : Fartman
- 2006 : La Nativité (The Nativity Story) de Catherine Hardwicke : Joseph
- 2006 : Pu-239 de Scott Z. Burns : Shiv
- 2007 : La Vie devant ses yeux (The Life Before Her Eyes) de Vadim Perelman : Marcus
- 2008 : Che, 1re partie : L'Argentin (Che: Part 1: The Argentine) de Steven Soderbergh : l'interprète
- 2008 : Mensonges d'État (Body of Lies) de Ridley Scott : Bassam
- 2009 : Conspiration (Balibo) de Robert Connolly : José Ramos-Horta
- 2009 : Agora d'Alejandro Amenábar : Oreste
- 2010 : Robin des Bois (Robin Hood) de Ridley Scott : Prince Jean
- 2011 : Sucker Punch de Zack Snyder : Blue Jones
- 2011 : Drive de Nicolas Winding Refn : Standard Gabriel Guzman
- 2011 : W.E. de Madonna : Evgeni Kolpakov
- 2011 : Cristeros de Dean Wright : Victoriano « El Catorce » Ramirez
- 2012 : 10 ans déjà ! (Ten Years) de Jamie Linden : Reeves
- 2012 : Revenge for Jolly! de Chadd Harbold : Cecil
- 2012 : De leurs propres ailes (Won't Back Down) de Daniel Barnz : Michael Perry
- 2012 : Jason Bourne : L'Héritage (The Bourne Legacy) de Tony Gilroy : Numéro 3
- 2013 : Inside Llewyn Davis de Joel et Ethan Coen : Llewyn Davis
- 2013 : The Two Faces of January de Hossein Amini : Rydal Keener
- 2013 : En secret (In Secret) de Charlie Stratton : Laurent
- 2014 : A Most Violent Year de J. C. Chandor : Abel Morales
- 2015 : Ex machina d'Alex Garland : Nathan
- 2015 : Mojave de William Monahan : Jack
- 2015 : Star Wars, épisode VII : Le Réveil de la Force (Star Wars Episode VII: The Force Awakens) de J. J. Abrams : Poe Dameron
- 2016 : X-Men: Apocalypse de Bryan Singer : En Sabah Nur / Apocalypse
- 2016 : La Promesse (The Promise) de Terry George : Mikael
- 2017 : Bienvenue à Suburbicon (Suburbicon) de George Clooney : Bud Cooper
- 2017 : Star Wars, épisode VIII : Les Derniers Jedi (Star Wars Episode VIII : The Last Jedi) de Rian Johnson : Poe Dameron
- 2018 : Annihilation d'Alex Garland : Kane
- 2018 : Seule la vie... (Life Itself) de Dan Fogelman : Will
- 2018 : Operation Finale de Chris Weitz : Peter Malkin
- 2018 : Spider-Man: New Generation de Peter Ramsey : Miguel O'Hara / Spider-Man 2099 (voix, caméo, scène post-générique)
- 2018 : At Eternity's Gate de Julian Schnabel : Paul Gauguin
- 2019 : Triple Frontière (Triple Frontier) de J. C. Chandor : Santiago « Pope » Garcia
- 2019 : La Famille Addams (The Addams Family) de Conrad Vernon et Greg Tiernan : Gomez Addams (voix)
- 2019 : Star Wars, épisode IX : L'Ascension de Skywalker (Star Wars: Episode IX – The Rise of Skywalker) de J. J. Abrams : Poe Dameron
- 2021 : Dune, première partie de Denis Villeneuve : Leto Atréides
- 2021 : The Card Counter de Paul Schrader : William Tell
- 2021 : La Famille Addams 2 (The Addams Family 2) de Conrad Vernon, Greg Tiernan, Laura Brousseau et Kevin Pavlovic : Gomez Addams (voix)
- 2021 : Big Gold Brick de Brian Petsos : Anselm
- 2023 : Spider-Man: Across the Spider-Verse de Joaquim Dos Santos, Kemp Powers et Justin K. Thompson : Miguel O'Hara / Spider-Man 2099 (voix)

Prochainement
- 2025 : In the Hand of Dante de Julian Schnabel : Dante Alighieri
- 2025 : Frankenstein de Guillermo del Toro : Dr Victor Frankenstein

#### Courts métrages
- 2014 : Ticky Tacky de Brian Petsos : Lucien
- 2016 : Lightningface de Brian Petsos : Basil Stitt
- 2020 : The Letter Room d'Elvira Lind : Richard

### Télévision

#### Séries télévisées
- 2006 : New York, section criminelle (Law and Order: Criminal Intent) : Robbie Paulson
- 2015 : Show Me a Hero : Nick Wasicsko
- 2018 : Star Wars Rebels : Poe Dameron (caméo vocal)
- 2018 - 2019 : Star Wars Resistance : Poe Dameron
- 2021 : Scènes de la vie conjugale (Scenes from a Marriage) : Jonathan
- 2022 : Moon Knight : Marc Spector (Moon Knight) / Steven Grant (Mr Knight) / Jake Lockley

## Distinctions

### Récompenses
- 14e cérémonie des Phoenix Film Critics Society Awards 2013 : Meilleur espoir devant la caméra dans un drame musical pour Inside Llewyn Davis (2013).
- 18e cérémonie des San Diego Film Critics Society Awards 2013 : Meilleur acteur dans un drame musical pour Inside Llewyn Davis (2013).
- 17e cérémonie des Toronto Film Critics Association Awards 2013 : Meilleur acteur dans un drame musical pour Inside Llewyn Davis (2013).
- 49e cérémonie des National Society of Film Critics Awards 2014 : Meilleur acteur dans un drame musical pour Inside Llewyn Davis (2013).
- 14e cérémonie des Vancouver Film Critics Circle Awards 2014 : Meilleur acteur dans un drame musical pour Inside Llewyn Davis (2013).
- 86e cérémonie des National Board of Review Awards 2014 : Meilleur acteur dans un drame musical pour Inside Llewyn Davis (2013).
- 73e cérémonie des Golden Globes 2016 : Meilleur acteur dans une mini-série ou un téléfilm pour Show Me a Hero (2015).
- 47e cérémonie des Saturn Awards 2022 : Meilleur acteur d'un programme en streaming pour Moon Knight (2021).

### Nominations
- Golden Globes 2014 : Meilleur acteur dans un film musical ou une comédie pour Inside Llewyn Davis
- Golden Globes 2022 : Meilleur acteur dans une mini-série ou un téléfilm pour Scènes de la vie conjugale

## Voix francophones
En France, plusieurs comédiens se sont succédé pour doubler Oscar Isaac à ses débuts. Ainsi, Emmanuel Garijo est sa voix dans Mensonges d'État, Jean-Pierre Michaël dans Agora, Nicolas Lormeau dans Robin des Bois, Philippe Bozo dans Drive et Alexandre Crépet dans 10 ans déjà !.
Depuis le film A Most Violent Year en 2014, Benjamin Penamaria est la voix française régulière d'Oscar Isaac et le double dans les œuvres Star Wars, Show Me a Hero, X-Men: Apocalypse, Operation Finale et Triple Frontière. Axel Kiener le double de manière occasionnelle dans Sucker Punch en 2011, Jason Bourne : L'Héritage en 2012, Bienvenue à Suburbicon en 2017 et Annihilation en 2018 tandis que Jonathan Cohen est sa voix dans Inside Llewyn Davis et Ex Machina.
Il a également été doublé par Félicien Juttner dans The Two Faces of January, Yannick Blivet dans En Secret, Erwin Grünspan dans Mojave, Hugo Becker dans Seule la vie..., Louis Garrel dans At Eternity's Gate.
Au Québec, Nicolas Charbonneaux-Collombet est la voix française régulière de l'acteur et le double notamment dans La Nativité, Une vie de mensonges, Robin des Bois ou encore Sang-froid. Patrice Dubois le double dans les films Star Wars et Seule la vie....